# Mongoler
Mongoler og tyrkiske folkeslag som var dem nært beslægtede, boede i 1100-tallet i det som nu er Mongoliet, samt dele af Sibirien og det nordvestlige Kina. Mongolerne havde igennem århundreder og op til slutningen af 1100-tallet været opdelt i nomadiske stammer og de var ofte i blodige fejder med hinanden. 
Omkring år 1200 forenedes et antal mongolske stammer og dannede den første statsdannelse under ledelse af Djengis Khan (1160'erne-1227). Djengis Khan blev i 1206 udråbt til hersker, og med sin nye titel drog han ud på store erobringer. Han erobrede store dele af Asien og Europa; hans erobringer nåede hele vejen op til grænsen til Østrig. Mongolerne havde klare regler. Der var religionsfrihed, men der var også dødsstraf for spionage, tyveri, desertering og ægteskabsbrud. 
Hemmeligheden ved de mongolske erobringer var den specielle mongolske hest. Hver rytter red en hest og trak to heste efter sig, rytteren skiftede mellem hestene for at de aldrig skulle være trætte. De mongolske ryttere havde også en effektiv postombæring der blev kaldt Urton-systemet: hver 30-40 km var der en ny hestestation hvor de fik nye friske heste. Det gjorde at det var den samme rytter der fortsatte på nye heste hele tiden. 
Efter Djengis Khans død blev hans rige opdelt til hans fire sønner som måtte styre hver deres del. Hans barnebarn Kublai Khan (1215-1294) erobrede Kina og grundlagde det Kinesiske dynasti "Yuan". 
Her blev det mongolske skriftsprog og kultur udviklet. Mongolerne kunne dog ikke til sidst holde sammen på det hele og endte med at falde gradvist tilbage det hvor de kom fra.